# Salvinia molesta
Espèce
Synonymes
Salvinia adnata Desv.
Salvinia molesta, la Salvinie géante ou fougère d'eau, est une fougère aquatique, originaire du sud-est du Brésil. Appréciée en aquariophilie, elle est devenue un grave problème dans des régions où elle a été lâchée dans la nature, en raison d'un caractère extrêmement envahissant et est aujourd'hui naturalisée sur tous les continents. Elle fait partie des cent espèces envahissantes parmi les plus nuisibles du monde. Elle est interdite à la vente dans de nombreux pays.

## Description

### Aspect général
C'est une plante flottante libre, c'est-à-dire qui est non ancrée au sol, et qui reste à la surface de l'eau. Elle est pérenne. La tige est rhizomateuse, peu ramifiées, large de 1 à 2 mm.

### Feuillage
Les frondes sont verticillées, mesurent 0,5 à 4 cm en largeur et en longueur, avec une surface tomenteuse, et produites par paires avec une troisième fronde modifiée semblable à une racine filamenteuse qui est suspendue dans l'eau.

### Génétique
Aujourd'hui, elle est considérée génétiquement comme un hybride, dont on ignore l'origine, peut-être une espèce éteinte ou non encore décrite. Elle doit donc être désignée par le nom de Salvinia x molesta D.S.Mitch., 1972, comme le fait l'INPN. Elle fait partie d'un groupe d'espèces complexe. Elle présente une grande variété de génotypes, qui suggère des origines multiples de l'hybridation.

## Reproduction
Cette espèce semble se reproduire uniquement par reproduction asexuée. Elle est capable de croître extrêmement rapidement, débutant à partir de petits fragments et doublant en population en très peu de jours, avec pour résultat le recouvrement de mares, réservoirs et lacs par un tapis flottant épais de 10 à 20 cm (rarement plus de 60 cm).

La plante connaît trois phases de croissance: d'abord des branches simples avec de petites frondes, dont les ramifications fragiles se rompent facilement, assurant ainsi la diffusion de la plante; puis une chaîne linéaire de ramifications se forme, avec des frondes plus grandes, légèrement pliées; et enfin des longues branches aux frondes fortement pliées, et dont les ramifications fortement imbriquées les unes dans les autres forment un tapis dense, dont la densité peut atteindre 30 000 plantes au mètre carré. En première phase, elle peut facilement se confondre avec des Lemna ou des Spirodela, ainsi qu'avec d'autres espèces de Salvinia.

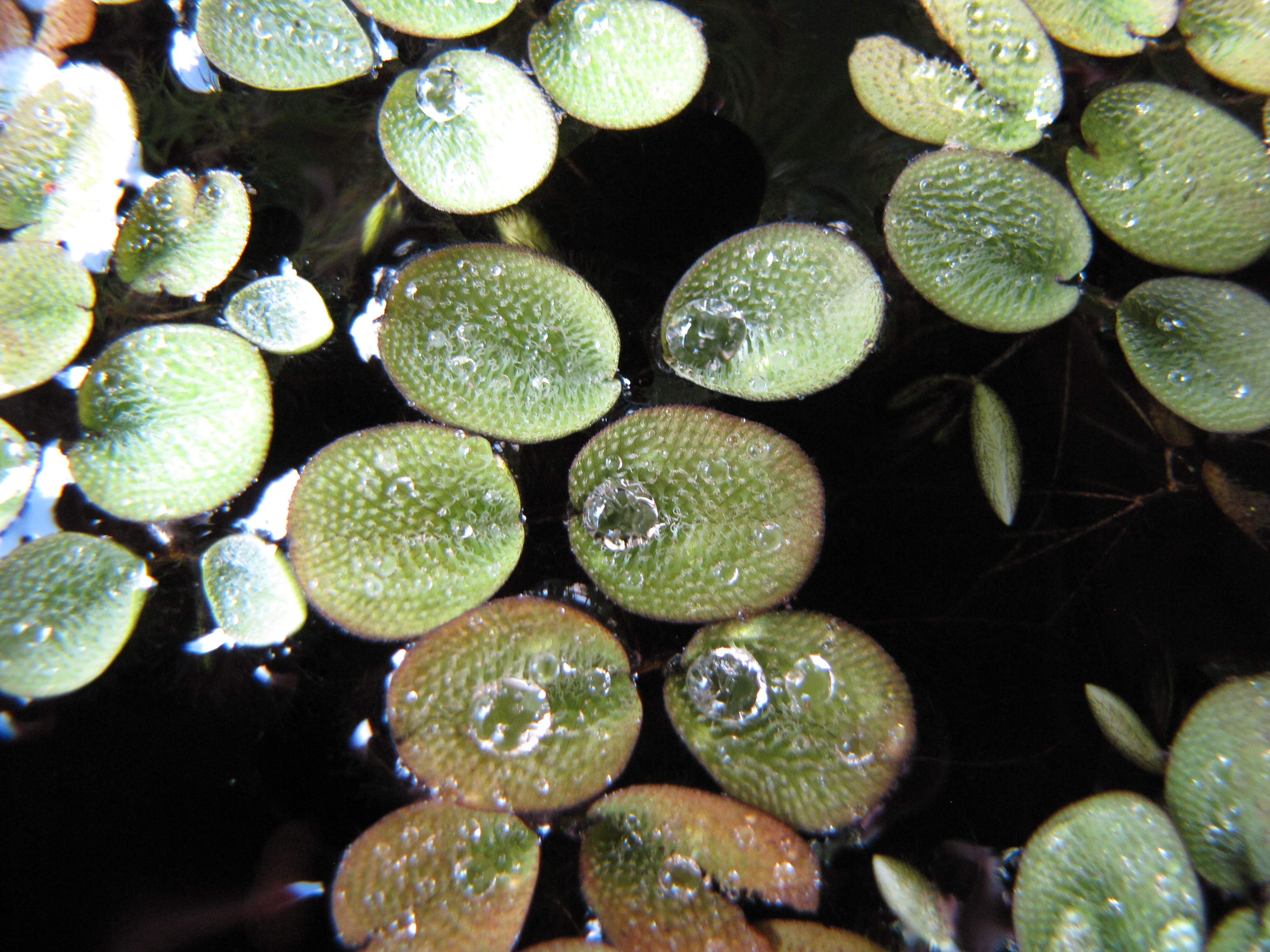
Salvinia molesta en première phase de croissance
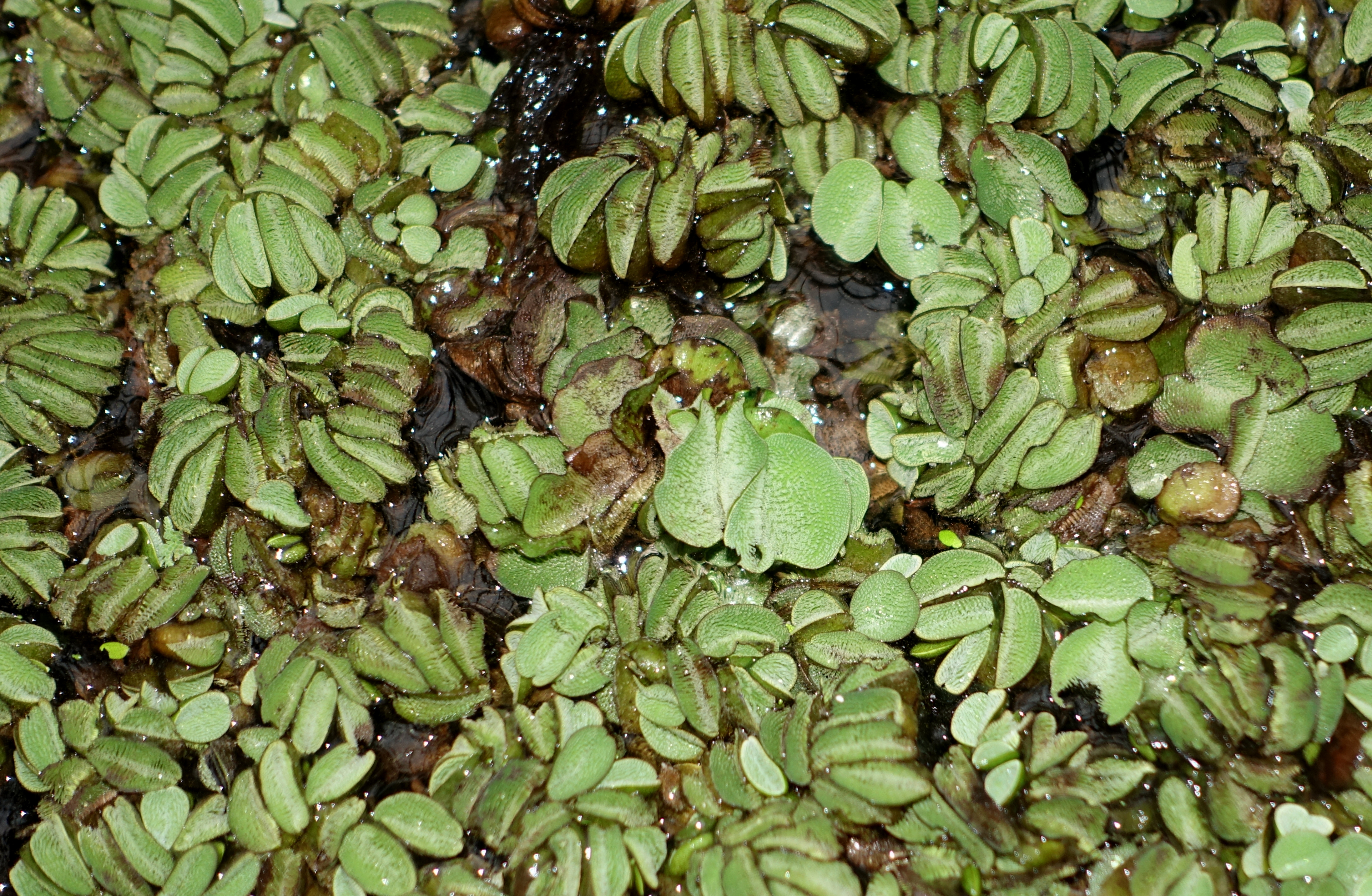
Salvinia molesta en troisième phase
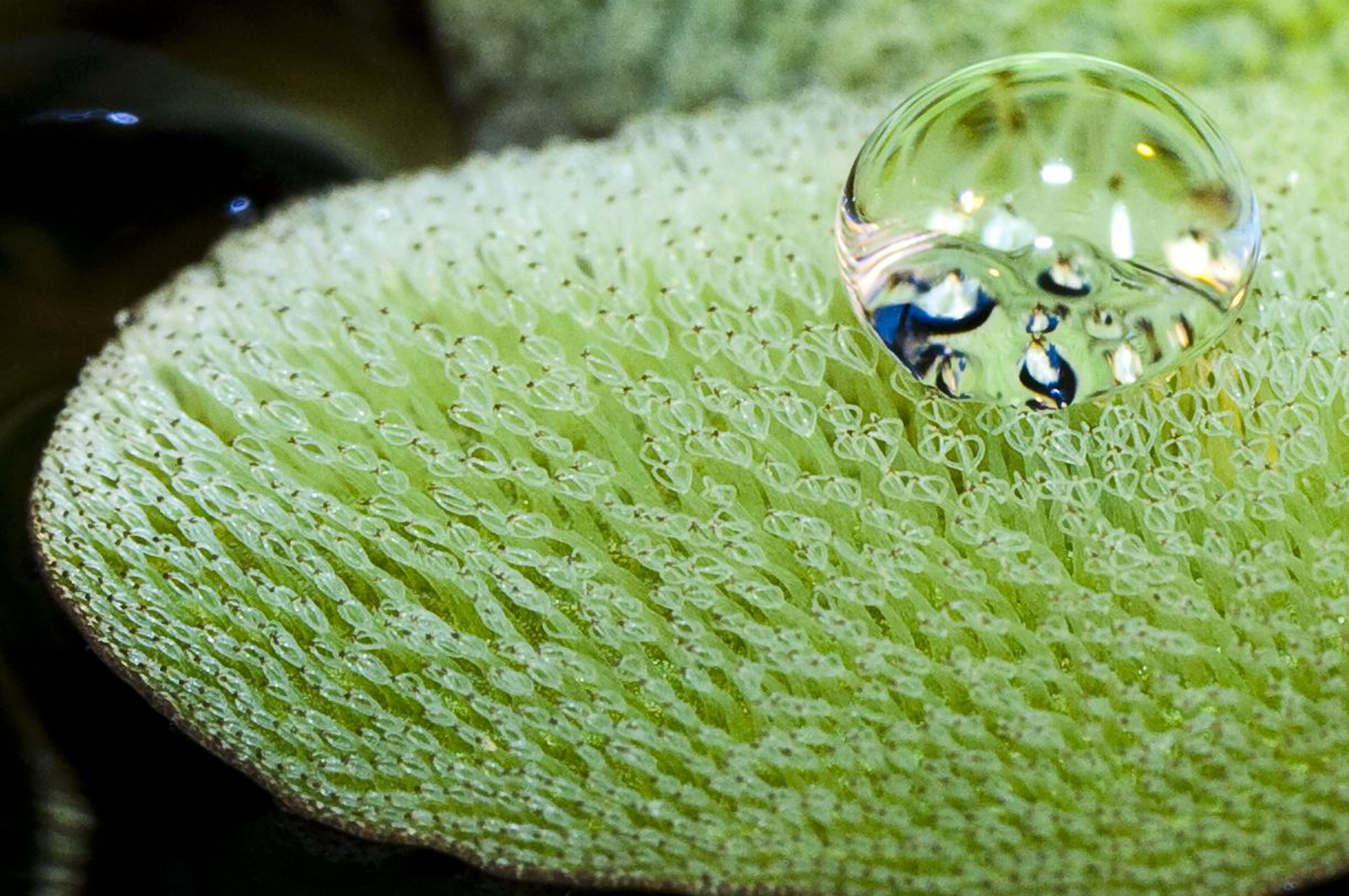
Détail d'une fronde montrant le caractère hydrophobe des trichomes qui la recouvrent, et permettent ainsi à la plante de flotter à la surface

## Distribution

### Aire d'origine
L'espèce est originaire des zones tropicales d'Amérique du Sud.

### Caractère envahissant
Cette espèce est aujourd'hui présente sur tous les continents. Sa première occurrence en dehors de sa zone d'origine a été au SRI Lanka en 1939. Elle est considérée comme une plante envahissante adventice dans certaines parties du monde, notamment la Nouvelle-Calédonie où elle a été introduite en 1956 par des aquariophiles,,, en Afrique centrale et de l'ouest, comme au lac Ossa, au Cameroun depuis 2017, dont elle a recouvert jusqu'à 50% de la surface, et où elle entrave la pêche et met en danger le lamantin d'Afrique, considéré par l'UICN comme espèce vulnérable, ou en Papouasie Nouvelle-Guinée. Sa croissance est favorisée lorsque l'eau est enrichie en azote et en phosphore, notamment à cause des activités humaines (agro-industrie avec engrais),,. Elle avait également envahi le delta du Sénégal et a nécessité une intervention de l'Unesco pour protéger notamment le Parc National des oiseaux du Djoudj. Aux États-Unis, elle est établie dans les États du Sud et du Sud-Est, à Guam, à Puerto-Rico et à Hawaï. Elle a pu être éradiquée de plusieurs États plus au nord. La lutte est souvent coûteuse et fastidieuse.

Les impacts négatifs sont multiples. Premièrement, le tapis qu'elle forme empêche la lumière solaire d'atteindre d'autres organismes photosynthétiques, comme les algues qui oxygènent l'eau, les plantes indigènes (Echinochloa pyramidalis au Cameroun, la nourriture du lamantin). Deuxièmement, elle fournit des gîtes larvaires propices au développement des moustiques, qui en Nouvelle-Calédonie peuvent être porteurs de la dengue. Troisièmement, elle perturbe les activités économiques liées à son milieu, pêche (en noyant les filets et en entravant le passage des bateaux) ou barrages hydro-électriques. 

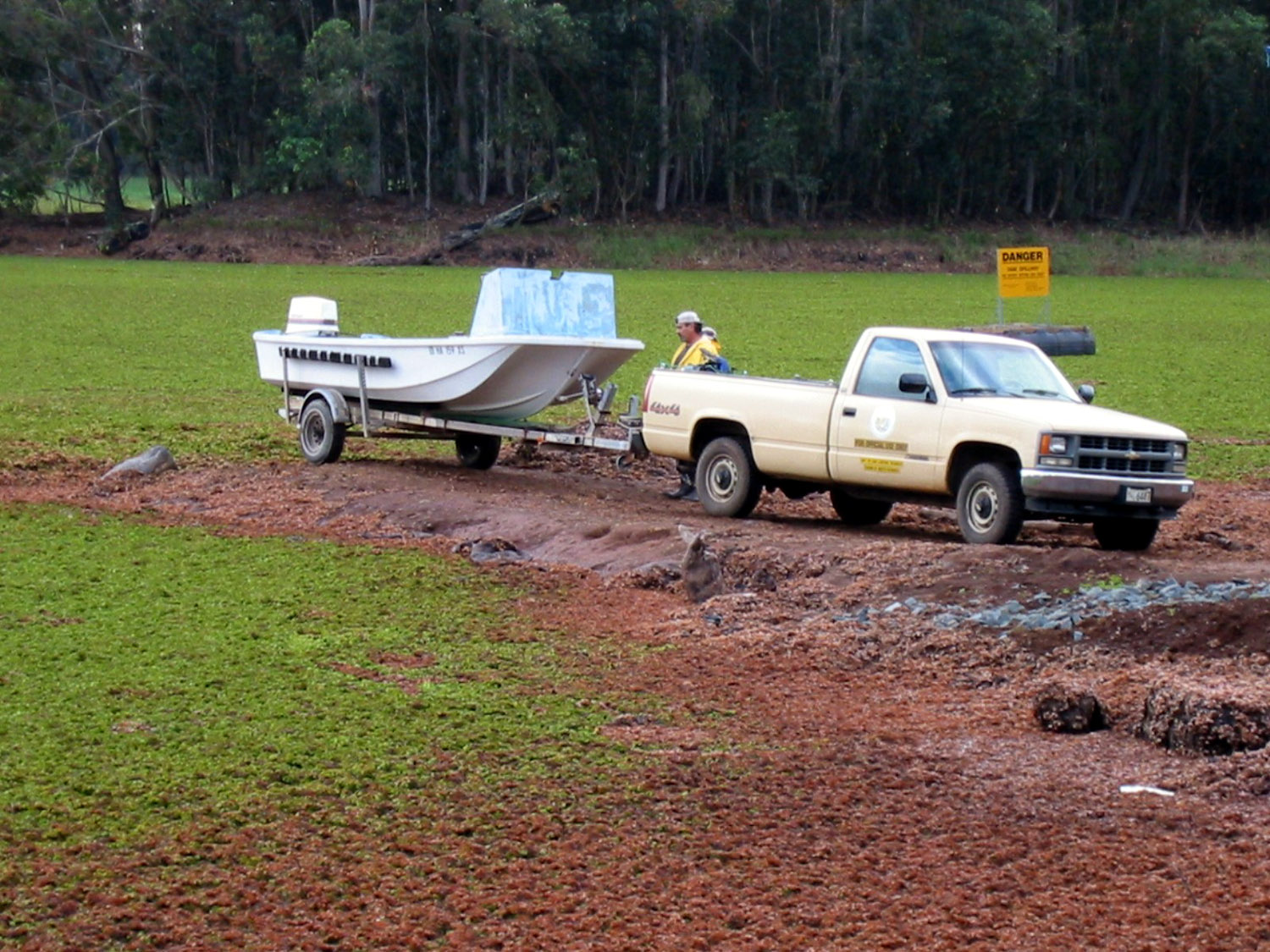
Le lac Wilson à Hawaï, entièrement recouvert, en février 2003

## Lutte

### Interdiction
La salvinie géante est interdite à la vente dans de nombreux pays. Elle semble toutefois parfois commercialisée, intentionnellement ou non, sous un faux nom, comme Salvinia natans ou Salvinia auriculata. Elle a été considérée comme la plante envahisseuse la plus dangereuse.
En Nouvelle-Calédonie, le Code de l'environnement de la Province Sud interdit l’introduction dans la nature de cette espèce ainsi que sa production, son transport, son utilisation, son colportage, sa cession, sa mise en vente, sa vente ou son achat.
En Europe, Salvinia molesta est inscrite depuis 2019 dans la liste des espèces exotiques envahissantes préoccupantes pour l’Union européenne. Cela signifie qu'elle ne peut pas être importée, cultivée, commercialisée, plantée, ou libérée intentionnellement dans la nature, et ce nulle part dans l’Union européenne.

### Lutte manuelle
A côté de cette lutte biologique, il est possible également de retirer manuellement les plantes de l'eau (récolte). Au lac Ossa, au Cameroun, la biomasse ainsi collectée a servi à produire un charbon utilisable par les communautés locales. La méthode a également été utilisée dans le Sud de la Suisse. En début d'infestation, une récolte toutes les 2 semaines est préconisée.
Lorsque les surfaces sont petites, la méthode du dessèchement peut également être utilisée.

### Lutte biologique
La lutte biologique a donné des résultats efficaces en Australie ainsi que dès 2000 en Afrique du Sud, avec un petit charançon, Cyrtobagous salviniae, que l'on trouve dans le biotope d'origine de Salvinia molesta, un papillon, Samea multiplicalis, et une sauterelle, Paulinia acuminata. Cette lutte nécessite 1 à 3 ans de suivi.
Le charançon Cyrtobagous salviniae ne se nourrit que de Salvinia, et est donc inoffensif pour les autres plantes. Il se reproduit tant que des Salvinia subsistent, mais disparaît avec elles. Ses larves se nourrissent des plantes et lui infligent des dommages irréversibles. Il s'agit donc d'installer un élevage et une adaptation de cette espèce à proximité de la zone touchée et de relâcher les insectes,.

### Lutte mécanique
La lutte mécanique est parfois utilisée pour initier l'élimination, mais ne peut à elle seule permettre l'éradication.

### Lutte chimique
La lutte chimique est parfois envisagée comme outil de dernier recours, mais souvent écarté en raison de son impact sur l'environnement.

### Précautions
Tout détenteur d'aquarium ou d'étang avec des salvinies doit s'abstenir impérativement de les déverser dans la nature. Pour s'en débarrasser, il suffit de laisser sécher les plantes hors de l'eau, puis de les mettre avec les déchets ménagers.